# (358376) Gwyn
(358376) Gwyn est un astéroïde de la ceinture principale.

## Description
(358376) Gwyn est un astéroïde de la ceinture principale. Il fut découvert le 13 décembre 2006 à Mauna Kea par David D. Balam. Il présente une orbite caractérisée par un demi-grand axe de 3,12 UA, une excentricité de 0,08 et une inclinaison de 18,9° par rapport à l'écliptique.

## Compléments